# Баргаліно
Баргаліно (рос. Баргалино) — селище Муйського району, Бурятії Росії. Входить до складу Муйської сільської адміністрації.
Населення — 3 особи (2015 рік).